# Pokémon: De terugkeer van Mewtwo
Pokémon: De terugkeer van Mewtwo (Engelse titel: Mewtwo Returns) is de eerste langspeelspecial in de Pokémonreeks, geregisseerd door Kunihiko Yuyama. Het is de enige langspeelspecial van bioscooplengte, waardoor deze tot de officiële filmreeks gerekend kan worden. Het is een vervolg op de eerste film, Mewtwo tegen Mew. Deze special wordt opgevolgd door Het Meesterbrein van de Illusie-Pokémon. De originele Japanse titel luidt Myuutsu! Ware wa Koko ni Ari.

## Uitzendgegevens
Kwam voor het eerst uit in Japan in 2000 als special na Pokémon De Film: Mewtwo tegen Mew, uitgezonden op TV Tokyo. Het vertelt in de eerste tien minuten hoe Mewtwo is ontstaan en in de rest van de film hoe Mewtwo terugkeert van weggeweest. In de Amerikaanse versie zijn de eerste tien minuten apart genomen en duurt de film dus 10 minuten korter. Deze 10 minuten zijn onder de naam "The Origins of Mewtwo" bij de film geleverd, de Nederlandse titel is "Het verhaal van Mewtwo's afkomst".
In Nederland kwam de film op 21 augustus 2002 uit op video en dvd, uitgegeven door Warner Bros. Sinds 2008 wordt de film regelmatig uitgezonden door opeenvolgend Jetix en Disney XD.

## Nasynchronisatie
De nasynchronisatie lag in handen van JPS Producties. Het is de laatste film en tevens enige special van deze studio. De stemmenregie lag in handen van Joop Piëete, terwijl de vertaling van Hilde de Mildt kwam.

### Rolverdeling
| Acteur       | Personage          | Nederlandse versie | Amerikaanse versie |
| ------------ | ------------------ | ------------------ | ------------------ |
| Verteller    | Unshō Ishizuka     | Jeroen Keers       | Rodger Parsons     |
|              |                    |                    |                    |
| Ash Ketchum  | Rica Matsumoto     | Christa Lips       | Veronica Taylor    |
| Misty        | Mayumi Iizuka      | Marlies Somers     | Rachael Lillis     |
| Brock        | Yuji Ueda          | Fred Meijer        | Eric Stuart        |
| Mewtwo       | Masachika Ichimura | Victor van Swaay   | Dan Green          |
| Giovanni     | Hirotaka Suzuoki   | Sander de Heer     | Ted Lewis          |
|              |                    |                    |                    |
| Pikachu      | Ikue Otani         | Ikue Otani         | Ikue Otani         |
| Domino       | Kotono Mitsuishi   | Kiki Koster        | Kerry Williams     |
| Luna         | Aya Hisakawa       | Marjolein Algera   | Amy Birnbaum       |
| Cullen Calix | Rikiya Koyama      | Pepijn Gunneweg    | Scottie Ray        |
| Jessie       | Megumi Hayashibara | Hilde de Mildt     | Rachael Lillis     |
| James        | Miki Shinichirou   | Bram Bart          | Eric Stuart        |
| Meowth       | Inuko Inuyama      | Jan Nonhof         | Maddie Blaustein   |

## Pokémon: De terugkeer van Mewtwo
Mewtwo zit in een buis vol met luchtbellen. Hij is gekloond en vertelt zijn verhaal. Team Rocket probeerde ’s werelds sterkste Pokémon te maken uit een kloon van Mew. Mewtwo vernietigde echter het laboratorium van hen en de leider van Team Rocket, Giovanni, trainde hem. Hij gebruikte hem als zijn persoonlijke bezit en daarom vernietigde Mewtwo ook zijn basis en vloog weg met behulp van psychische krachten. Hij maakte zijn eigen basis en nodigde Pokémontrainers uit om te komen. Hij pakte hun Pokémon af en kloonde ze uit wraak. Het werd een gevecht tussen de echte en de gekloonde Pokémon. Ash ging tussen het gevecht van Mewtwo en Mew in staan en offerde zich op. Dat opende de ogen van Mewtwo, die besefte dat het voor Ash niet uitmaakte of je een kloon was of niet. Het gevecht was over, Mewtwo ging met de Kloonpokémon weg en liet iedereen die erbij was, alles vergeten.
Veel later is Giovanni nog steeds op zoek naar Mewtwo. Hij vindt hem met behulp van een satelliet en ziet hem staan op een eiland wat niet leefbaar is voor mensen. Mewtwo is daar samen met de andere Kloonpokémon. Hij voelt zich eenzaam en een buitenstaander. Hij denkt dat hij daarom ook als een buitenstaander moet leven en dat ze alleen in vrede kunnen leven als ze ver weg van de mens zijn.
Ash, Misty en Brock lopen door een bos en komen aan bij een berg. Als ze erop willen moeten ze met de bus mee, die een keer per maand komt. Ze zien de bus rijden en ze rennen er snel naartoe. Team Rocket kijkt naar hen totdat ze plotseling worden weggeblazen door een tyfoon. Het weer is heel wisselend in de bergen en het gaat ineens regenen. De bus komt aan bij de halte, maar vertrekt iets te vroeg omdat het slecht weer is. Hierdoor missen Ash, Misty en Brock de bus en komen ze net te laat aan. Luna Carson, die bij de bushalte woont, nodigt hen uit binnen te komen en een maand te blijven om te wachten. Ash zegt dat hij niet zo lang wil wachten en ze gaan via een rivier die water heeft dat heel puur is. Op deze route wonen er heel veel Insectpokémon, waardoor Misty zo bang wordt dat ze maar teruggaan. Volgens Brock is de enige andere route over Mount Quena.
Ondertussen vliegt de bus de lucht in door een krachtige tyfoon. Mewtwo ziet het en gebruikt zijn psychische krachten om de bus te laten zakken. Hij zegt tegen Meowth en Pikachu (klonen) dat hij dat deed opdat er geen ongeluk zou gebeuren waar mensen op af zouden komen. Meowth denkt dat hij het deed, omdat hij zich zorgen maakte om die mensen, maar Mewtwo zegt dat dat niet waar is. Mewtwo en de andere Kloonpokémon zien een zwerm Butterfree overvliegen bij volle maan en hij vraagt zich af of zij het wel verdienen om hier te leven. Meowth zegt dat de volle maan voor beide hetzelfde is, dus waarom zou de aarde niet voor allebei hetzelfde zijn.
In het huis van Luna gaat plotseling de bel. Twee onderzoekers vragen of ze hier onderzoek mogen doen naar het water, omdat er mineralen in het water zitten die een genezend effect hebben op Pokémon. Ze heten Cullen Calix en Domino. Team Rocket verschijnt en ze pakken Pikachu en vliegen daarna weg. Door de wind worden ze echter weggeblazen en Ash besluit samen met de rest erachteraan te gaan; Cullen en Domino gaan ook mee. Terwijl ze de berg op klimmen, aan een touw vast aan elkaar, scheert de ballon van Team Rocket langs hun en ramt hen van de berg waardoor ze met zijn allen aan de ballon hangen. De wind gaat ineens weer liggen als ze boven Quena’s Lake zijn. 
Domino kijkt door een verrekijker en ziet Mewtwo. Vervolgens waarschuwt ze Giovanni en die stuurt een heleboel zeppelins en helikopters met Team Rocket leden. Domino klimt langs de anderen in de ballon en vertelt wie ze is. Ze is agent 009 van Team Rocket en wordt ook wel de Zwarte Tulp genoemd. Terwijl de anderen ook de luchtballon in klimmen, springt zij eruit en gaat weg met een deltavlieger terwijl een scherpe zwarte tulp in de ballon gooit, waardoor hij lek raakt en neerstort. Ash, Misty, Brock, Luna en Cullen vallen uit de ballon en komen terecht aan het strand aan de andere kant van het eiland. Ze zien Team Rocket (samen met Pikachu) op het eiland vallen en maken een kano van een boomstam en varen ernaartoe.
Team Rocket stort ondertussen neer op het eiland in Quena’s Lake en zien dat Pikachu vrij is en naast hen staat. Plotseling verschijnt er een andere Pikachu en hij vertelt aan Pikachu dat hij de Kloonpokémon met rust moet laten. Als hij Pikachu aanvalt wordt hij ineens tegengehouden door Mewtwo. Mewtwo ziet Team Rocket en hij denkt dat de mensen hem gevonden hebben en hij sluit hen op in een cel. Meowth en Pikachu worden niet opgesloten, omdat zij Pokémon zijn. Mewtwo wil weg gaan en een nieuw huis zoeken, maar de Pikachukloon roept de andere klonen op te vechten om hun huis te verdedigen. De echte Pikachu maant hen niet te vechten, maar ze luisteren niet. Pikachu en de helft van de Kloonpokémon gaan weg door het water om zich klaar te maken om te vechten.
Ash, Misty, Brock, Luna en Cullen komen aan op het eiland en komen via een grot in een ondergronds meer, wat de bron blijkt te zijn van de rivier met het pure water. Door de mineralen in het water is het hele meer vervuld van leven. Er staan overal bloemen en er leven overal Pokémon vrij rond. Plotseling komt Team Rocket met Giovanni eraan en schakelen alle Pokémonklonen die bij de Pikachu kloon waren uit. Alleen de Pikachu en Meowth klonen worden gered door de echte Pikachu en Meowth die hen meenemen en vluchten. Ze worden echter ingesloten door Team Rocket en net als ze een energiebal op het afsturen worden ze gered door een tegenaanval van Mewtwo’s Schaduwbal. Alle Pokémonklonen die gevangen waren in Pokéballs worden vrijgelaten door Mewtwo en Mewtwo gaat naar Giovanni, die in een helikopter zit. Mewtwo waarschuwt hen en zegt dat ze weg moeten gaan, maar in plaats van weg te gaan stuurt Giovanni twee apparaten op Mewtwo af die Mewtwo proberen te vangen in een soort krachtveld. Dit lukt echter niet en Mewtwo verslaat de apparaten.
Ondertussen is Domino naar het eiland gegaan met een aantal Team Rocket leden en heeft gelijk alle Pokémon en Kloonpokémon gevangen. Ook Ash en de anderen worden gevangen. Mewtwo gebruikt zijn psychische krachten om samen met de Kloonpokémon terug naar het eiland te vliegen om de andere Kloonpokémon te beschermen. Hij stapt in het krachtveld van de apparaten om zo de andere Kloonpokémon te sparen. Het krachtveld zorgt ervoor dat Giovanni de controle krijgt over Mewtwo’s lichaam. Nu alleen nog wachten tot Mewtwo’s geest het opgeeft. Terwijl ze Mewtwo martelen begint Team Rocket met het bouwen van een basis op het eiland.
Ash, Misty, Brock, Luna, Cullen en alle Pokémon en Kloonpokémon worden bij Team Rocket in de cel geplaatst. Pikachu en de Pikachukloon zijn gewond en krijgen wat van het monster van het water wat Cullen had meegenomen. Door de helende krachten knappen ze gelijk op. Giovanni denkt ondertussen dat Mewtwo, als het zo doorgaat, kapot gaat. Zo lang hij niet opgeeft kunnen ze er niets mee. Plotseling komen alle Insectpokémon die op Mount Quena leven naar het eiland toe en ze beginnen de Team Rocket leden aan te vallen en in slaap te sussen met Slaappoeder. Hierdoor ontploft alles, onder andere de cel, waardoor iedereen vrij is. Luna en Cullen gaan naar de bron om te kijken of alles goed gaat en om te kijken of hij niet besmet raakt.
Ash, Misty en Brock gaan naar Mewtwo toe en willen het apparaat stuk maken, maar dat lukt niet. Mewtwo gebruikt zijn laatste krachten en samen met de Bliksemstralen van de twee Pikachu krijgen ze het voor elkaar om de apparaten te vernietigen. Mewtwo is echter uitgeschakeld en Ash brengt hem naar de bron, terwijl Misty en Brock en de Insectpokémon Team Rocket tegenhouden van het vangen van Mewtwo. Onderweg vraagt Mewtwo waarom Ash hem helpt en Ash zegt dat daar niet altijd een reden voor nodig is. Mewtwo zegt dat Ash echt uniek is en Ash zegt hetzelfde over Mewtwo. Eenmaal aangekomen bij de bron, gooit Ash Mewtwo in het water die daardoor opknapt. De helikopter van Giovanni komt aan en probeert alles te vernietigen. Mewtwo komt echter uit het water en gebruikt al zijn kracht om alles op te lossen.
Alle Team Rocket leden zijn plotseling buiten en Giovanni vraagt zich af waar het meer is. Mewtwo heeft het meer verplaatst tot onder Mount Quena zodat het meer altijd veilig is voor mensen. Hij vertelt aan Ash dat hij hun herinnering zal wissen, maar Team Rocket komt uit de bosjes tevoorschijn en Meowth zegt dat hij dat niet moet doen. Alle Pokémon vinden dat iedereen het verdient te weten wat ze zijn en waar ze vandaan komen. Mewtwo besluit het iedereen te laten vergeten die er slechte plannen mee hebben. Alleen het geheugen van Team Rocket en van Luna en Cullen worden gewist door het poeder van de Butterfree en Team Rocket gaat weer naar huis zonder iets te weten over Mewtwo of over het hele voorval. Mewtwo en de andere klonen gaan op zoek naar een ander huis en Team Rocket en Ash, Misty en Brock gaan apart weg; allebei met een ballon.
Veel later blijken Luna en Cullen een relatie te hebben en blijkt Cullen nu te wonen bij Luna thuis, terwijl ze samen het water bestuderen. Ash, Misty, Brock en Pikachu gaan weer verder met hun reis. Plotseling hoort Ash de stem van Mewtwo. Hij kijkt omhoog, maar ziet niets en zegt dat het waarschijnlijk een herinnering is. Samen gaan ze weer op weg. Er zijn verhalen dat mensen weleens een Mewtwo hebben gezien, maar als ze hem gezien hebben is dat alleen bij maanlicht.

## Pokémon: Het Ontstaan van een Legende
Het verhaal begint in een bos, waar je een groep professors en archeologen ziet. Je hoort een man een dagboek voor lezen. Hij vertelt dat hij bij Giovanni is geweest om te vragen of hij hem wilde helpen bij het onderzoek naar kloning. Giovanni wilde alleen geld geven, als hij een kloon zou maken van de legendarische Pokémon Mew. Hij moest wel instemmen. Giovanni wilde de controle over de machtigste Pokémon op de wereld, maar hij wilde meer, veel meer. Ze zoeken een tempel van Mew.
Als ze in de tempel aankomen zien ze een oude hiëroglief van Mew. Terwijl ze erna kijken, valt ineens een schaduw (van Mew) over het plaatje. Als ze omkijken is Mew al verdwenen. Ze vinden een fossiel. De man zegt dat hij hoopt dat het een fossiel van Mew is en dat het sterk genoeg is om het kloningsproces te overleven, omdat hij dan misschien de geheimen van het leven kan ontraadselen.
Het kloningsproces is begonnen en ze hebben een soort replica van Mew gemaakt. Ondertussen zie je een kleine Mewtwo in een zwarte wereld. Opeens verschijnt er een meisje en Mewtwo en zij beginnen te praten. Mewtwo communiceert telepathisch en vraagt het meisje waar hij is en wat hij is. Het meisje zegt dat zij Amber is en dat hij een Pokémon is, maar Mewtwo weet niet wat dat is. Het meisje zegt dat het voor haar niets uitmaakt of hij een persoon of een Pokémon is. Opeens verschijnen er een Squirtle, een Bulbasaur en een Charmander.
In het laboratorium blijkt dat Mewtwo wel leeft, maar dat hij alleen niet bij bewustzijn komt. Het lijkt alsof hij praat met de andere klonen. In andere buizen zitten niet alleen Mewtwo, maar ook een Squirtle, een Charmander en een Bulbasaur. Ook zie je een rood licht in een buis waar Amber in zit.
In de zwarte wereld zie je hoe Amber vertelt dat zij allemaal klonen zijn en ze vertelt dat zij dus Amber 2 is.
In het laboratorium zie je een man kijken naar de buis met het rode licht. Plotseling komt er een terugblik. Je ziet hoe hij tegen zijn vrouw vertelt dat zijn overleden dochter Amber een energie heeft achtergelaten. Ze leeft in het licht dat in een buis op de tafel staat. Hij probeert haar te klonen en zo zijn dochter terug te krijgen. Zijn vrouw kan het niet langer aan dat hij het onmogelijke probeert uit te voeren en verlaat hem. Desondanks blijft hij doorgaan. Terug in het laboratorium wordt er verteld dat het waarschijnlijk gaat lukken om ze te klonen en de professor zegt dat Giovanni dan misschien krachtige Pokémon krijgt, maar dat hij kennis krijgt over het herleven van dingen. En zo zal hij zijn dochter terugkrijgen.
Amber neemt Mewtwo, Bulbasaur, Squirtle en Charmander mee naar haar huis en ze zegt dat dit haar herinnerplaats is. Ze vertelt Mewtwo over de zon, de maan, de wind en de sterren. Wat het zijn en waar ze voor zijn. Plotseling verdwijnen Charmander, Suirtle en Bulbasaur. Het klonen is mislukt en de buizen zijn leeg. Zij hebben het niet gered. Ook Amber verdwijnt ineens. Het licht in de buis verdwijnt en de professor raakt zijn dochter kwijt. Mewtwo krijgt ineens tranen in zijn ogen en vraagt wat het zijn. Amber zegt dat Pokémon tranen krijgen als ze verdrietig zijn en ze zegt dat de tranen vol leven zitten. Amber zegt dat het tijd is om te gaan en dat hij niet moet huilen, maar blij moet zijn, omdat hij leeft en leven iets moois is.
Mewtwo schreeuwt naar haar. Zijn hersengolven schieten omhoog en de professors zorgen ervoor dat hij alles vergeet, zodat zijn hersengolven weer normaal worden en hij de enige ooit is die het kloningsproces overleefd heeft. Ineens zie je Mewtwo weer in de zwarte wereld in zijn eentje. Hij denkt dat hij lang geslapen heeft, maar hij herinnert iemand, maar hij weet niet wie. Ook herinnert hij dat het leven mooi is, maar waarom?

## Dvd
| Titel                                        | Afleveringen | Verschijningsdatum                             | Talen                   | Distributeur      |
| -------------------------------------------- | --- | ---------------------------------------------- | ----------------------- | ----------------- |
| Pokémon De terugkeer van Mewtwo (ook op VHS) | *De terugkeer van Mewtwo *Het verhaal van Mewtwo's afkomst speelduur: ca. 75 minuten verpakking: plastic digi-pak extra's: leader seizoen 4 (Engels) opmerkingen: * versneld beeld en geluid | 21 augustus 2002 (momenteel niet in de handel) | Nederlands Engels Frans | Warner Home Video |